# ADアルメリア
ADアルメリア（Agrupación Deportiva Almería）は、スペイン・アンダルシア州アルメリアを本拠地としていたサッカークラブ。1971年に設立されたが、1982年に財政難によって解散した。

## 歴史
1971年6月14日、アルメリアをホームタウンとしていた3つのアマチュアクラブであるプルス・ウルトラCF (Plus Ultra CF)とUDパビーア (UD Pavía)、CDアレナス (CD Arenas)が合併して誕生した。ADアルメリアとしての最初のシーズンは1971-72シーズンのアンダルシア州1部リーグ (国内4部相当)からのスタートとなり、リーグ戦38試合を32勝2分4敗の勝ち点66という成績でテルセーラ・ディビシオンへと昇格した。1978-79シーズンにはセグンダ・ディビシオンで優勝を果たし、プリメーラ・ディビシオンへの初昇格を成し遂げると、その1979-80シーズンから2シーズンのみプリメーラの舞台で戦った。
プリメーラでの2シーズン目にあたる1980-81シーズンにクラブはセグンダへ降格してしまうが、わずか10年間で4部から1部を行き来するシーズンが続いたため、クラブの財政は逼迫していた。財政難に伴う選手への給料未払いも横行しており、セグンダへ降格して迎えた1981-82シーズンもリーグ戦18位で終えたため、セグンダBへの降格が決定した。降格時、クラブの負債は2億3000万ペセタまで膨れ上がり、万策付きたクラブは1982年9月2日にクラブの解散を発表した。

## タイトル

### 国内タイトル
- セグンダ・ディビシオン : 1回
  - 1978-79

- セグンダ・ディビシオンB : 1回
  - 1977-78

- アンダルシア州1部リーグ : 1回
  - 1971-72

### 国際タイトル
- なし

## 過去の成績
| シーズン | リーグ戦          | リーグ戦 | リーグ戦 | リーグ戦 | リーグ戦 | リーグ戦 | リーグ戦 | リーグ戦 | リーグ戦 | コパ・デル・レイ |
| シーズン | ディビジョン      | 試       | 勝       | 分       | 敗       | 得       | 失       | 点       | 順位     | コパ・デル・レイ |
| -------- | ----------------- | -------- | -------- | -------- | -------- | -------- | -------- | -------- | -------- | ---------------- |
| 1971-72  | アンダルシア州1部 | 38       | 32       | 2        | 4        | 92       | 20       | 66       | 1位      |                  |
| 1972-73  | テルセーラ        | 38       | 17       | 5        | 16       | 57       | 55       | 39       | 10位     | 2回戦敗退        |
| 1973-74  | テルセーラ        | 38       | 20       | 12       | 6        | 46       | 23       | 52       | 2位      | 4回戦敗退        |
| 1974-75  | テルセーラ        | 38       | 14       | 7        | 17       | 53       | 46       | 35       | 16位     | 3回戦敗退        |
| 1975-76  | テルセーラ        | 38       | 21       | 8        | 9        | 64       | 35       | 50       | 2位      | 2回戦敗退        |
| 1976-77  | テルセーラ        | 36       | 19       | 7        | 10       | 68       | 34       | 45       | 3位      | 2回戦敗退        |
| 1977-78  | セグンダB         | 38       | 25       | 6        | 7        | 68       | 27       | 56       | 1位      | 1回戦敗退        |
| 1978-79  | セグンダ          | 38       | 21       | 5        | 12       | 62       | 44       | 47       | 1位      | 4回戦敗退        |
| 1979-80  | プリメーラ        | 34       | 11       | 11       | 12       | 41       | 50       | 33       | 10位     | ベスト8          |
| 1980-81  | プリメーラ        | 34       | 6        | 7        | 21       | 30       | 66       | 19       | 18位     | 3回戦敗退        |
| 1981-82  | セグンダ          | 38       | 6        | 18       | 14       | 27       | 43       | 26       | 16位     | 2回戦敗退        |

## 歴代監督
- エンリケ・アレス 1977-1978
- ホセ・マリア・マグレギ 1978-1980
- アルセニオ・イグレシアス 1980-1981
- サルバドール・エチャベ 1981
- エンリケ・アレス 1981
- パチン 1981
- フアン・ロハス 1981-1982
- パチン 1982

## 歴代所属選手
- エウフェミオ・カブラル 1980-1981
- アントニオ・グスマン 1980-1981